# スミレ (ゆずの曲)
「スミレ」は、ゆず通算18枚目のシングル。2003年2月26日にセーニャ・アンド・カンパニーから発売された。

## 概要
4週連続リリースの4週目のシングル。
4週連続リリースの全シングルのジャケットを繋げると、スミレの絵が完成する仕掛けとなっている。

## 収録曲
1. スミレ (5:04)
  - 作詞: ゆず、作曲: 北川悠仁
  - PVは夏色と同じスタジオで撮影された。また最後はからっぽの木で歌っている映像が見られる。
  - コンサートツアー「ゆず体育館ツアー 2003 すみれ」でこの曲が披露された際、会場にすみれの香りが漂う演出がなされた。
  - 詞が共作（「ゆず」名義）なのは、ミニアルバム『ゆずマン』（1998年2月21日）収録の「いこう」以来。
  - 「三ツ矢サイダー」CMソング。
  - PVの製作が遅れており、発売時期に音楽チャンネル等がPVを放送できなかった。
  - 元は北川名義だったが、サビの部分がほとんど、「ラーララララー」だったため岩沢が作詞し共作となった。

## 収録作品
- スミレ
  - すみれ
  - Going 2001-2005
  - ゆずのみ〜拍手喝祭〜 日替わり全曲集+1（弾き語りライブ音源）

## 関連人物
- 寺岡呼人